# Trouwen met de handschoen
Trouwen met de handschoen is een huwelijkssluiting waarbij een van de partners niet aanwezig kan zijn en wordt vervangen door een gevolmachtigde.  Een meer juridische term is trouwen bij volmacht.
Trouwen met de handschoen werd in vroegere tijden vooral gedaan onder adellijke personen.  Een gezant werd gestuurd naar de toekomstige bruid en hij vertegenwoordigde via de handschoen de bruidegom in spe. 
Bij de huwelijksvoltrekking werd de handschoen op het altaar gelegd als teken van aanwezigheid en instemming van de bruidegom.
Reden voor dit soort trouwerijen was vaak de lange reistijd en de onveilige situatie onderweg, waardoor huwelijken, die vaak om politieke redenen werden afgesloten, het risico liepen vertraagd te worden.
Ook in meer recente tijden kwam het trouwen met de handschoen voor. In Nederlands-Indië/Nederland kwam trouwen met de handschoen als regeling veelvuldig voor. De man (Europees of Nederlands-Indisch) zat in Indië en de ‘Hollandse’ vrouw in Nederland. Er werd ieder apart voor de wet op dezelfde dag op de eigen locatie getrouwd, waarbij een ‘stand-in’ als bruidegom bij de vrouw veelal een broer of neef was.

Het trouwen met de handschoen was vóór de oorlog heel normaal. De bruid kwam later als ‘handschoentje’ naar Indië. De werkgever, vaak de overheid,  betaalde alleen de lange en dure bootreis als het huwelijk had plaats gevonden; de verloofde was immers nu ‘de vrouw van’. 

Ook bekend zijn de huwelijken van soldaten die gelegerd waren in Nederlands-Indië en die slechts eenmaal per jaar op verlof gingen naar Nederland.

## Nederland
Hoewel er tegenwoordig minder gebruik van wordt gemaakt, is het in Nederland mogelijk om te trouwen bij volmacht, mits daar gegronde redenen voor zijn. Deze zijn:
1. Een van de partners kan niet komen door verblijf in een gevangenis
2. Een van de partners kan niet komen vanwege ernstige ziekte
3. Een van de partners is niet in staat om te reizen en zal dat in de toekomst ook niet kunnen

Een vergunning voor een dergelijk huwelijk wordt verstrekt door de minister van Justitie.

## België
In België is het huwelijk met de handschoen daarentegen niet toegelaten (artikel 146 juncto 75 Burgerlijk Wetboek). De aanstaande echtgenoten moeten in persoon aanwezig zijn tijdens de voltrekking van het huwelijk en in persoon toestemmen tot het huwelijk.